# Harold Annison
Harold Annison, né le 27 décembre 1895 à Hackney et mort le 27 novembre 1957, est un nageur britannique.

## Biographie
Aux Jeux olympiques d'été de 1920 à Anvers, Harold Annison remporte la médaille de bronze à l'issue de la finale du relais 4x200m nage libre en compagnie de Edward Peter, Leslie Savage et Henry Taylor.
Aux Jeux olympiques d'été de 1924 à Paris, il est engagé sur les 400 mètres et 1 500 mètres nage libre et sur le relais 4X200 mètres nage libre.